# Даниловски, Карл-Хайнц
Карл-Хайнц Даниловски (нем. Karl-Heinz Danielowski; род. 31 марта 1940, Зюлльдорф, Саксония-Анхальт) — немецкий гребец, рулевой, выступавший за сборную ГДР по академической гребле в 1960-х и 1970-х годах. Чемпион летних Олимпийских игр в Монреале, серебряный призёр чемпионата мира, дважды чемпион Европы, победитель и призёр многих регат национального значения.

## Биография
Карл-Хайнц Даниловски родился 31 марта 1940 года в коммуне Зюльцеталь. Проходил подготовку в городе Росток в местном спортивном клубе «Форвертс».
Первого серьёзного успеха на взрослом международном уровне добился в сезоне 1964 года, когда вошёл в основной состав восточногерманской национальной сборной и выступил на чемпионате Европы в Амстердаме, где завоевал золотую медаль в программе распашных рулевых двоек. Благополучно прошёл в состав Объединённой германской команды, собранной из спортсменов ГДР и ФРГ для совместного участия в летних Олимпийских играх в Токио. Стартовал здесь в рулевых двойках, но отобрался лишь в утешительный финал B, где всё же занял первое место. Таким образом, расположился в итоговом протоколе соревнований на 7 строке.
Представлял Восточную Германию на Олимпийских играх 1968 года в Мехико, выступал в восьмёрках и снова не смог попасть в главный финал, показав общий седьмой результат.
В 1970 году в рулевых четвёрках стал серебряным призёром на чемпионате мира в Сент-Катаринсе, уступив на финише команде Западной Германии.
На чемпионате Европы 1973 в Москве добавил в послужной список золотую медаль, выигранную в восьмёрках.
В 1974 году на мировом первенстве в Люцерне занял четвёртое место в восьмёрках.
Благодаря череде удачных выступлений удостоился права защищать честь страны на летних Олимпийских играх 1976 года в Монреале — в составе экипажа, куда также вошли гребцы Бернд Баумгарт, Готтфрид Дён, Роланд Костульски, Ханс-Йоахим Люк, Дитер Вендиш, Ульрих Карнац, Карл-Хайнц Прудёль и Вернер Клатт, занял первое место в программе восьмёрок, опередив преследовавшую лодку из Великобритании более чем на две секунды, и тем самым завоевал золотую олимпийскую медаль. За это выдающееся достижение по итогам сезона был награждён орденом «За заслуги перед Отечеством» в серебре.
Помимо занятий спортом служил в военно-морских силах Фольксмарине, имел звание капитана-лейтенанта. Впоследствии работал военным экономистом.